# Yutu

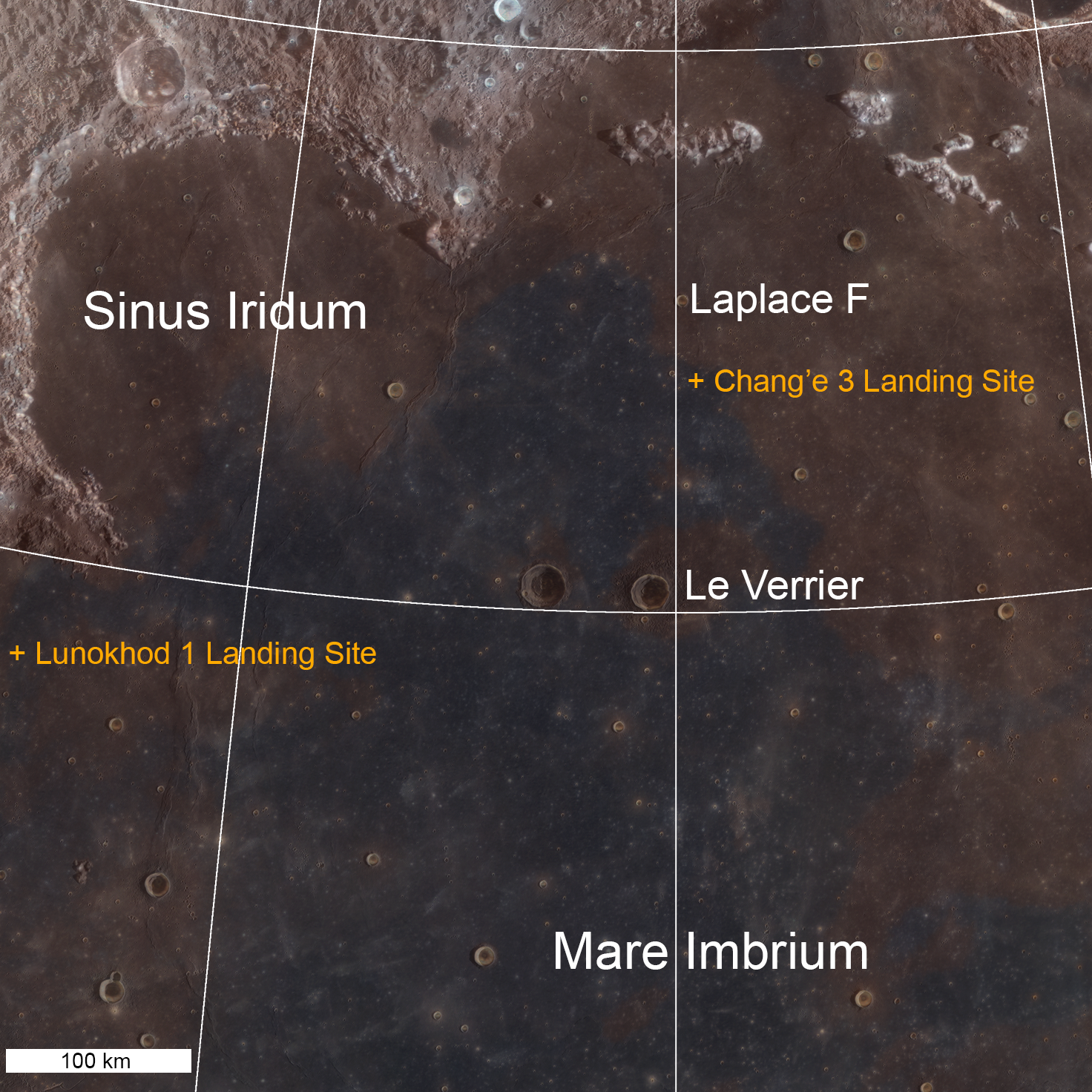
Miejsca lądowania sond Łuna 17 z Łunochodem 1 i Chang’e 3 z łazikiem Yutu

Yutu (chiń. 玉兔, tzn. „Jadeitowy Królik”) – chiński łazik z misji Chang’e 3, przeznaczony do przemieszczania się po powierzchni Księżyca. Jest to sześciokołowy pojazd, podobny do amerykańskich łazików Mars Exploration Rover. Jest zasilany przez panele słoneczne. Przetrwanie długich nocy księżycowych mają umożliwić niewielkie grzejniki radioizotopowe. Robot ma trzy zestawy kamer: panoramiczną, umieszczoną na wysokim maszcie, oraz nawigacyjne i inżynieryjne. Ma także składane ramię wyposażone w instrumenty mogące przeprowadzić m.in. badania regolitu księżycowego. Nazwa łazika została wybrana w głosowaniu, nawiązuje ona do chińskiego mitu o bogini Chang’e.

## Odkrycia
W grudniu 2015 roku poinformowano, że łazik odkrył nowy rodzaj skał w księżycowym gruncie. Na podstawie analizy materiału pobranego z brzegu młodego krateru nazwanego Zi Wei odkryto skały bazaltowe o nieco innym składzie niż te przebadane wcześniej podczas amerykańskich misji Programu Apollo, czy radzieckich misji Łunochodów z Programu Łuna.